# Sergio Perosa
Sergio Perosa (geboren 27. November 1933 in Chioggia) ist ein italienischer Anglist und Literaturkritiker.

## Leben
Sergio Perosa studierte Englisch und Literatur an der Universität Venedig und wurde 1957 promoviert. 1957/58 war er Fulbright-Fellow. Von 1958 bis 1968 war in Venedig Dozent in der Sprachausbildung und arbeitete in dieser Funktion von 1961 bis 1966 auch an der Universität Triest. Von 1968 zu seiner Emeritierung 2003 war er in Venedig Professor für Angloamerikanische Literatur. Perosa war Gastprofessor an der Princeton University und an der New York University und entfaltete eine rege Vortragstätigkeit an ausländischen Universitäten.
Perosa leitete die wissenschaftlichen Zeitschriften Annali di Ca’ Foscari und Rivista di Studi Anglo-Americani und war Mitherausgeber von Tutto Shakespeare, einer zweisprachigen Neuedition von Shakespeares Dramen, Perosa selbst steuerte acht Neuübersetzungen bei. Er schrieb für das Feuilleton von il Resto del Carlino und seit 1969 Rezensionen englischer Literatur für die Zeitung Corriere della Sera und veröffentlichte auch im New York Times Book Review.
Er war Mitglied des Istituto Veneto di Scienze, Lettere ed Arti, der Accademia Olimpica, von 1979 bis 1983 war er Präsident der Akademie Ateneo Veneto, saß ab 2000 im Vorstand des italienischen P.E.N. Club und war neben weiteren Funktionen auch Jury-Mitglied verschiedener Literaturpreise.

## Schriften (Auswahl)
- L’arte di F.S.Fitzgerald. 1961
- Storia del teatro americano. 1982
- Teorie inglesi del romanzo 1700–1900. 1983
- Teorie americane del romanzo 1800–1900. 1986
- Transitabilità. Arti, paesi, scrittori. 2005
- L’albero della cuccagna. Classici e post-coloniali di lingua inglese. 2004, 2009
- Henry James e Shakespeare. 2010
- Studies in Henry James. 2013